# Isola di Litke
L'isola di Litke (in russo: Остров Литке, ostrov Litke) è un'isola russa nell'Oceano Artico che fa parte dell'arcipelago della Terra di Francesco Giuseppe.

## Geografia
L'isola di Litke si trova nella parte sud-orientale della Terra di Francesco Giuseppe; ha una forma circolare con un diametro massimo di circa 3 km; la superficie è di circa 14 km²; la sua altezza massima è di 85 m s.l.m.
La calotta polare ricopre quasi totalmente l'isola, con altezze che variano dagli 85 m dell'entroterra ai 25 m della costa; nel nord-ovest esiste una piccola zona rocciosa libera dal ghiaccio.
Lo stretto di Fram (пролив Фрам), largo circa 3,5 km, la separa dall'isola di Salm a nord-ovest.

## Storia
L'isola prende il nome dall'esploratore e geografo russo Fëdor Petrovič Litke principale finanziatore e promotore della spedizione.

## Isole adiacenti
- Isola di Salm (Остров Сальм, ostrov Sal'm), 3,5 km a nord-ovest.
- Isole di Bisernye (Острова Бисерные, ostrova Bisernye), un gruppo di 7 isole a ovest.